# 方国珍
方 国珍（ほう こくちん、延祐6年（1319年）- 洪武7年3月26日（1374年5月8日））は、元末の反乱指導者の一人。台州黄巌県の出身。浙江にて反乱を起こし、元末の戦乱の嚆矢となった。

## 生涯
塩の密売を行っていたが、至正8年（1348年）に海賊と繋がっているとの讒言を受け、やむを得ず数千の衆を集めて弟の方国瑛と共に反乱を起こした。
元はこれに対して討伐軍を出してくるが、その軍は弱く、方国珍は大勝して江浙行省参知政事ドルジバル（朶爾直班）を虜にした。討伐が難しいと思った元政府は方国珍に対して県尉の役職を授けて懐柔しようとし、方国珍も一旦はこれを受けて矛を収めたが、その後再び背く。再び送られた政府の討伐軍はまたも敗れ、江浙行省左丞相ボロト・テムル（孛羅帖木児）は虜となった。その後、方国珍に対して政府は前よりも高い官職を授けた。
その後、何度もこれを繰り返し、その度に官職が高くなり、最終的に至正26年（1366年）9月に江浙行省左丞相・衢国公にまで登る。
その頃の情勢は、同年に白蓮教の教祖であった韓林児が朱元璋によって殺され、朱元璋は最大の敵の陳友諒を3年前に滅ぼしており、江南で残すのは平江路の張士誠と方国珍だけであった。同年11月、朱元璋は平江路を包囲し、張士誠も包囲に耐えたものの至正27年（1367年）9月に陥落し、張士誠は朱元璋の首都の応天府に送られて殺された。
あとに残った方国珍は朱元璋に敵し得ず、朱元璋の部下の湯和の討伐を受け、逃れて海上に出たものの抵抗をあきらめて降伏した。この時に自分の名前の国珍が朱元璋の字の「国瑞」と朱元璋の父の諱の「世珍」に触るので、同音の谷貞に改めている。その後、方国珍は名目上の地位として広西行省左丞相を与えられ、洪武7年（1374年）3月に応天府にて死去した。方国珍は朱元璋と争った群雄の中で唯一天寿を全うした。
方国珍を下した朱元璋は大都の元に対して北伐を行い、平行して帝位に即位して明を建て、中国は明による統一時代へと収束していく。
方国珍自身はその決起の時からもわかるように、別段天下を狙うなどと言う気概は無かったようだ。覇権を競うなどとは考えず、朱元璋・陳友諒・ココ・テムルなどと通好を続けており、決定的な敵対関係を作らない事に意を砕いて、成り行きに任せた末にこのようなことになったようである。